# エドムンド・リベロ
エドムンド・リベロ（Edmundo Rivero, 1911年6月8日 - 1986年1月18日）はアルゼンチンのタンゴの歌手、ギタリスト。

## 生涯
1911年に、アルゼンチン・ブエノスアイレス近郊のラヌス（Lanús）に生まれる。小さい時にブエノスアイレスのベルグラーノに移る。ベルグラーノ音楽院で、クラシック音楽理論とギター演奏、および歌唱を学ぶ。クラシック歌手のような歌い方は、その時からの様子である。
1930年前半には、歌手としてデビューを果たす。1935年、フリオ・デ・カロ楽団で歌を担当することもあった。1944年、オラシオ・サルガンの楽団で、歌を担当する。1947年、アニバル・トロイロ楽団で、歌を担当し、タンゴ界で有名人となる。特にヒットしたのは、1948年『スール』（Sur）という曲である。また、『最後の酔い』の録音も有名である。歌唱の他、オリジナルタンゴを作曲したり、ギター伴奏も行っている。作曲したオリジナルタンゴには、タンゴ好きの日本人の目賀田綱美をモデルにした『ア・ロ・メガタ』がある。
1969年5月9日に、ピアニストのカルロス・ガルシアと共に、タンゴ生演奏の店『エル・ビエホ・アルマセン』（El Viejo Almacén）を開店する。その後、1970年代、大使館所属の日本人との縁で、日本大使館で中南米大使会議の夕べの演奏を行ったこともある。古い倉庫を内部改装し、タンゲリアに仕立てた店である。この店は、タンゲリアの店として世界中のタンゴファンに知れ渡り、3年間の営業休止期間があったが、2011年現在も、営業している。
1986年死去する。75歳であった。
YouTubeにも、エドムンド・リベロの音声が入った動画が、いくつかアップロードされている。